# Juan Román Riquelme
Juan Román Riquelme, född 24 juni 1978, är en argentinsk före detta fotbollsspelare.
Riquelme spelade främst som offensiv mittfältare.

## Karriär
Juan Román Riquelmes uppväxt var starkt präglad av fattigdom och han var ett av åtta syskon. Väl i Argentina visade såväl Boca Juniors som CA River Plate intresse för den talangfulle mittfältaren. 1995 gick han till Boca Juniors för 800 000 dollar. 

### Boca Juniors
Den 11 november debuterade Riquelme för sitt nya lag.
Fram till 2002 vann han titlar 3 gånger med sitt lag, 2 gånger Copa Libertadores och Interkontinentala cupen.

### Villarreal CF
Efter en misslyckad säsong i Barcelona 2002–2003 lånades Riquelme ut till Villarreal CF sommaren 2003 på obestämd tid. 2006 innebar både en enorm framgång och ett nesligt misslyckande. Villareal hade avancerat förbi Manchester United i gruppspelet och sedan slagit ut Inter i kvartsfinalen Champions League. I semifinalens retur mot Arsenal (Arsenal vann hemma med 1-0) fick Villarreal en straff i slutminuterna vid ställningen 0-0. Riquelme kunde ha utjämnat till 1-1 totalt, men den tyske målvakten Jens Lehmann gjorde en underbar läsning och räddning av straffen. Villarreal missade därmed definitivt Champions League-finalen. Riquelme blev aldrig riktigt sig själv igen efter straffmissen och 2007 återvände han till Boca Juniors.
Hans spel började dock fungerade igen och i Boca Juniors hade han en nyckelroll då laget vann finalen i Copa Libertadores 2007, med två mål i finalen av Riquelme.

### Landslaget
Riquelme debuterade i det argentinska landslaget 1997 och har spelat över 50 landskamper.
Riquelme var med i det argentinska landslag som tog OS-guld i Peking 2008, men bojkottade landslaget så länge Diego Maradona var kvar som tränare.